# الکساندر پاولیزیاک
الکساندر پاولیزیاک (فرانسوی: Alexandre Pawlisiak‎; ۲۶ مهٔ ۱۹۱۳ – ۱۵ ژوئیهٔ ۱۹۹۰) دوچرخه‌سوار اهل فرانسه بود.